# Xã Flora, Quận Dickinson, Kansas
Xã Flora (tiếng Anh: Flora Township) là một xã thuộc quận Dickinson, tiểu bang Kansas, Hoa Kỳ. Năm 2010, dân số của xã này là 217 người.